# Il seme di Caino
Il seme di Caino è un film del 1972 diretto da Marco Masi.

## Trama
sud Italia: L'impotente Giovanni, che si è appena sposato, riceve nella casa di campagna il fratello Luca, il quale si innamora della cognata che anche lei ha nei suoi confronti dei sentimenti.